# Druivencross
Le Druivencross (en français : cyclo-cross des raisins) est une course de cyclo-cross disputée depuis 1960 à Overijse, dans la Province du Brabant flamand, en Belgique. La course se déroule en fin d'année depuis sa création en 1960 et jusqu'en 1968. Depuis 1969 et jusqu'en 1988, elle a lieu une à plusieurs fois par an, une fois par an en décembre depuis 1989. Après la création du Superprestige en 1982-1983 et jusqu'en 2000-2001, la course était incluse à ce challenge.
À ne pas confondre avec le Duinencross (cyclo-cross des dunes).

## Palmarès

### Hommes élites
| Année | Vainqueur              | Deuxième               | Troisième              |
| ----- | ---------------------- | ---------------------- | ---------------------- |
| 1960  | Pierre Kumps           | Victor Philips         | Albert Van Damme       |
| 1961  | Roger De Clercq        | Albert Van Damme       | Victor Philips         |
| 1962  | Pierre Kumps           | Léon Scheirs           | Victor Philips         |
| 1963  | Roger De Clercq        | Eric De Vlaeminck      | Albert Van Damme       |
| 1964  | Roger De Clercq        | Huub Harings           | Eric De Vlaeminck      |
| 1965  | Eric De Vlaeminck      | Roger De Clercq        | Freddy Nijs            |
| 1966  | Eric De Vlaeminck      | Albert Van Damme       | Huub Harings           |
| 1967  | Eric De Vlaeminck      | Albert Van Damme       | Roger De Vlaeminck     |
| 1968  | Eric De Vlaeminck      | Roger De Vlaeminck     | Freddy Nijs            |
| 1969  | Roger De Vlaeminck     | Eric De Vlaeminck      | Albert Van Damme       |
| 1970  | Roger De Vlaeminck     | Freddy Nijs            | Rolf Wolfshohl         |
| 1971  | Eric De Vlaeminck      | René De Clercq         | Albert Van Damme       |
| 1971  | Eric De Vlaeminck      | Jozef Thielemans       | Jan Teugels            |
| 1972  | Albert Van Damme       | Robert Vermeire        | Roger De Vlaeminck     |
| 1972  | Eric De Vlaeminck      | Marc De Block          | Jozef Thielemans       |
| 1973  | Roger De Vlaeminck     | Robert Vermeire        | Eric De Vlaeminck      |
| 1974  | Norbert Dedeckere      | Roger De Vlaeminck     | Robert Vermeire        |
| 1975  | Roger De Vlaeminck     | Norbert Dedeckere      | Eric De Vlaeminck      |
| 1975  | Norbert Dedeckere      | Jan Teugels            | Marc De Block          |
| 1975  | Roger De Vlaeminck     | Albert Zweifel         | Eric Desruelle         |
| 1976  | Eric De Vlaeminck      | Norbert Dedeckere      | Eric Desruelle         |
| 1977  | Eric De Vlaeminck      | Roger De Vlaeminck     | Jan Teugels            |
| 1977  | Roger De Vlaeminck     | Roland Liboton         | Norbert Dedeckere      |
| 1978  | Roland Liboton         | Jan Teugels            | Frans Van Eycke        |
| 1978  | Jan Teugels            | Roland Liboton         | Paul De Brauwer        |
| 1979  | Jan Teugels            | Roger De Vlaeminck     | Paul De Brauwer        |
| 1979  | Robert Vermeire        | Roland Liboton         | Rein Groenendaal       |
| 1980  | Roland Liboton         | Robert Vermeire        | Ivan Messelis          |
| 1980  | Roland Liboton         | Rudy De Bie            | Jan Teugels            |
| 1981  | Roland Liboton         | Robert Vermeire        | Hennie Stamsnijder     |
| 1981  | Roland Liboton         | Cees van der Wereld    | Eric De Bruyne         |
| 1982  | Roland Liboton         | Hennie Stamsnijder     | Johan Ghyllebert       |
| 1982  | Roland Liboton         | Ueli Müller            | Cees van der Wereld    |
| 1983  | Roland Liboton         | Johan Ghyllebert       | Hennie Stamsnijder     |
| 1983  | Roland Liboton         | Johan Ghyllebert       | Werner Van Der Fraenen |
| 1984  | Roland Liboton         | Albert Zweifel         | Hennie Stamsnijder     |
| 1984  | Roland Liboton         | Hennie Stamsnijder     | Ivan Messelis          |
| 1985  | Hennie Stamsnijder     | Paul De Brauwer        | Rein Groenendaal       |
| 1985  | Roland Liboton         | Hennie Stamsnijder     | Frank van Bakel        |
| 1986  | Roland Liboton         | Hennie Stamsnijder     | Ivan Messelis          |
| 1986  | Hennie Stamsnijder     | Ludo De Rey            | Roland Liboton         |
| 1987  | Roland Liboton         | Wim Lambrechts         | Paul De Brauwer        |
| 1987  | Roland Liboton         | Hennie Stamsnijder     | Paul De Brauwer        |
| 1988  | Hennie Stamsnijder     | Paul De Brauwer        | Henk Baars             |
| 1988  | Danny De Bie           | Hennie Stamsnijder     | Ivan Messelis          |
| 1989  | Christian Hautekeete   | Danny De Bie           | Peter Hric             |
| 1990  | Danny De Bie           | Radomír Šimůnek sr.    | Christian Hautekeete   |
| 1991  | Thomas Frischknecht    | Daniele Pontoni        | Radovan Fořt           |
| 1992  | Daniele Pontoni        | Thomas Frischknecht    | Peter Van Santvliet    |
| 1993  | Daniele Pontoni        | Adrie van der Poel     | Richard Groenendaal    |
| 1994  | Adrie van der Poel     | Richard Groenendaal    | Wim de Vos             |
| 1995  | Luca Bramati           | Daniele Pontoni        | Richard Groenendaal    |
| 1996  | Luca Bramati           | Richard Groenendaal    | Adrie van der Poel     |
| 1997  | Richard Groenendaal    | Adrie van der Poel     | Sven Nys               |
| 1998  | Erwin Vervecken        | Mario De Clercq        | Bart Wellens           |
| 1999  | Richard Groenendaal    | Adrie van der Poel     | Mario De Clercq        |
| 2000  | Erwin Vervecken        | Tom Vannoppen          | Sven Nys               |
| 2001  | Tom Vannoppen          | Mario De Clercq        | Erwin Vervecken        |
| 2002  | Bart Wellens           | Mario De Clercq        | Sven Nys               |
| 2003  | Bart Wellens           | Mario De Clercq        | Sven Nys               |
| 2004  | Sven Nys               | Erwin Vervecken        | Sven Vanthourenhout    |
| 2005  | Lars Boom,             | Gerben de Knegt        | Erwin Vervecken        |
| 2006  | Sven Nys               | Sven Vanthourenhout    | Niels Albert           |
| 2007  | Klaas Vantornout       | Bart Wellens           | Philipp Walsleben      |
| 2008  | Kevin Pauwels          | Lars Boom              | Sven Nys               |
| 2009  | Niels Albert           | Kevin Pauwels          | Sven Nys               |
| 2010  | Niels Albert           | Kevin Pauwels          | Klaas Vantornout       |
| 2011  | Sven Nys               | Bart Aernouts          | Klaas Vantornout       |
| 2012  | Sven Nys               | Niels Albert           | Klaas Vantornout       |
| 2013  | Sven Nys               | Lars van der Haar      | Kevin Pauwels          |
| 2014  | Tom Meeusen            | Klaas Vantornout       | Mathieu van der Poel   |
| 2015  | Mathieu van der Poel   | Kevin Pauwels          | Tom Meeusen            |
| 2016  | Mathieu van der Poel   | Wout van Aert          | Kevin Pauwels          |
| 2017  | Mathieu van der Poel   | Corné van Kessel       | Tom Meeusen            |
| 2018  | Toon Aerts             | Michael Vanthourenhout | Corné van Kessel       |
| 2019  | Mathieu van der Poel   | Tom Pidcock            | Quinten Hermans        |
| 2021  | Wout van Aert          | Mathieu van der Poel   | Tom Pidcock            |
| 2021  | Eli Iserbyt            | Michael Vanthourenhout | Toon Aerts             |
| 2022  | Michael Vanthourenhout | Tom Pidcock            | Lars van der Haar      |
| 2023  | Eli Iserbyt            | Michael Vanthourenhout | Lars van der Haar      |
| 2024  | Thibau Nys             | Eli Iserbyt            | Lars van der Haar      |

### Femmes élites
| Année | Vainqueur              | Deuxième               | Troisième            |
| ----- | ---------------------- | ---------------------- | -------------------- |
| 2000  | Daphny van den Brand   | Debby Mansveld         | Corine Dorland       |
| 2002  | Laurence Leboucher     | Daphny van den Brand   | Hilde Quintens       |
| 2003  | Hilde Quintens         | Daphny van den Brand   | Gina Hall            |
| 2004  | Daphny van den Brand   | Helen Wyman            | Marianne Vos         |
| 2005  | Daphny van den Brand   | Marianne Vos           | Mirjam Melchers      |
| 2006  | Daphny van den Brand   | Helen Wyman            | Birgit Hollmann      |
| 2007  | Stephanie Pohl         | Saskia Elemans         | Sanne Cant           |
| 2011  | Katherine Compton      | Nikki Harris           | Sanne Cant           |
| 2012  | Katherine Compton      | Nikki Harris           | Sanne Cant           |
| 2013  | Katherine Compton      | Sanne Cant             | Nikki Harris         |
| 2014  | Sanne Cant             | Pauline Ferrand-Prévot | Sophie de Boer       |
| 2015  | Jolien Verschueren     | Helen Wyman            | Nikki Harris         |
| 2016  | Sophie de Boer         | Ellen Van Loy          | Jolien Verschueren   |
| 2017  | Pauline Ferrand-Prévot | Sanne Cant             | Lucinda Brand        |
| 2018  | Lucinda Brand          | Nikki Brammeier        | Eva Lechner          |
| 2019  | Annemarie Worst        | Lucinda Brand          | Alice Maria Arzuffi  |
| 2021  | Ceylin Alvarado        | Lucinda Brand          | Manon Bakker         |
| 2021  | Blanka Vas             | Puck Pieterse          | Lucinda Brand        |
| 2022  | Puck Pieterse          | Fem van Empel          | Shirin van Anrooij   |
| 2023  | Fem van Empel          | Ceylin Alvarado        | Inge van der Heijden |
| 2024  | Lucinda Brand          | Fem van Empel          | Sara Casasola        |

### Hommes espoirs
| Année | Vainqueur       | Deuxième        | Troisième     |
| ----- | --------------- | --------------- | ------------- |
| 2015  | Eli Iserbyt     | Daan Soete      | Braam Merlier |
| 2016  | Eli Iserbyt     | Quinten Hermans | Adam Ťoupalík |
| 2017  | Yannick Peeters | Thijs Aerts     | Ben Turner    |
| 2018  | Timo Kielich    | Andreas Goeman  | Yentl Bekaert |

### Hommes juniors
| Année | Vainqueur             | Deuxième            | Troisième         |
| ----- | --------------------- | ------------------- | ----------------- |
| 2015  | Seppe Rombouts        | Mathijs Wuyts       | Andreas Goeman    |
| 2016  | Andreas Goeman        | Daniel Tulett       | Timo Kielich      |
| 2017  | Ben Tulett            | Tom Lindner         | Xander Geysels    |
| 2018  | Ryan Cortjens         | Ben Tulett          | Jelle Vermoote    |
| 2019  | William Junior Lecerf | Lukas Vanderlinden  | Lucas Janssen     |
| 2021  | David Haverdings      | Kay De Bruyckere    | Louka Lesueur     |
| 2022  | Yordi Corsus          | Viktor Vandenberghe | Floris Haverdings |
| 2023  | Barnabás Vas          | Arthur Van Den Boer | Senna Remijn      |
| 2024  | Arthur Van Den Boer   | Mats Vanden Eynde   | Giel Lejeune      |

### Femmes juniors
| Année | Vainqueur         | Deuxième              | Troisième      |
| ----- | ----------------- | --------------------- | -------------- |
| 2022  | Lorre De Schopper | Shanyl De Schoesitter | Roxanne Takken |